# Rezerwat przyrody Trawiasta Buczyna im. Profesora Stefana Kownasa
Rezerwat przyrody „Trawiasta Buczyna im. Profesora Stefana Kownasa” – rezerwat leśny o powierzchni 78,56 ha, utworzony 30 maja 1956, w województwie zachodniopomorskim, w gminie Stare Czarnowo, na południowo-wschodnim skraju Puszczy Bukowej na terenie Szczecińskiego Parku Krajobrazowego „Puszcza Bukowa”, zajmuje zachodnią połowę równinnego Lasu Budy nad Krzekną, około 2,5 km na zachód od Starego Czarnowa, północną granicą przylega do drogi wojewódzkiej nr 120.
Rezerwat to porośnięta starodrzewem bukowym morena denna z licznymi głazami narzutowymi, w przewadze żyzna buczyna niżowa (Galio odorati-Fagenion) z udziałem buczyny kwaśnej (Luzulo-Fagenion), łęg jesionowo-olszowy (Fraxino-Alnetum), olsy i kwaśne dąbrowy. Drzewostan bukowy uzupełnia dąb, olsza, jesion i jawor. W podszycie dominuje buk, jawor i jesion.
Rezerwat przyrody chroni zespół buczyny pomorskiej w wariancie z perłówką jednokwiatową w runie, wykształcony w trzech facjach zależnie od wieku drzewostanu i zwarcia koron. Teren lekko sfalowany przez łagodne kopulaste wyniesienia moreny dennej, nad zarastającymi jeziorkami i torfowiskami przejściowymi. W zagłębieniach gruntu występują olszyny i zarośla wierzbowo-kruszynowe (łozy).
Rezerwat utworzony w 1956 obejmował pierwotnie 70,75 ha, po zmianie w 1964 79,63 ha, w tym 20,12 ha pod ochroną ścisłą i 59,51 ha pod ochroną częściową. Obecnie jego powierzchnia liczy 78,56 ha i w całości jest objęta ochroną czynną.
Celem ochrony jest zachowanie cennych siedlisk rzadkich i chronionych roślin, takich jak: rosiczka okrągłolistna (Drosera rotundifolia), bluszcz pospolity (Hedera helix), porzeczka czarna (Ribes nigrum), kruszyna pospolita (Frangula alnus), marzanka wonna (Galium odoratum), konwalia majowa (Convallaria maialis), perłówka jednokwiatowa (Melica uniflora), skrzyp bagienny (Equisetum limosi), gwiazdnica bagienna (Stellaria ulginosa), kokorycz wątła (Corydalis intermedia), bobrek trójlistkowy (Menyanthes trifoliata), przytulia pospolita (Galium mollugo), czworolist pospolity (Paris quadrifolia), kokoryczka wonna (Polygonatum odoratum).
Rezerwat nosi imię profesora Stefana Kownasa – botanika.

## Kurhany
Na terenie Trawiastej Buczyny dotrwała do dzisiaj pozostałość cmentarzyska kurhanowego kultury łużyckiej z IV epoki brązu (1100-900 lat p.n.e.), odkrytego ok. poł. XIX w. i odtąd systematycznie niszczonego przez okoliczną ludność dla pozyskania kamienia. Cmentarzysko obejmowało setki mogił zbudowanych z kamienia, zawierających jedną lub kilka kamiennych skrzyń przykrytych kamiennym płaszczem. Całość była okolona kamiennym kręgiem. Dziś widoczne są cztery kurhany, z których największy ma ok. 10 m średnicy i ok. 2 m wysokości, pozostałe od 2 do 4 m średnicy i 1 m wysokości; są częściowo przykryte płaszczem kamiennym. Obok zalega głaz narzutowy zwany Ołtarzem, jasnoszary płaski blok granitu o obwodzie 7,7 m i wysokości 0,96 m, przypuszczalnie dawny kamień kultowy.
- Przez Las Budy, po wschodniej stronie rezerwatu prowadzi znakowany czerwony turystyczny Szlak przez Trawiastą Buczynę[6].